# Органная музыка

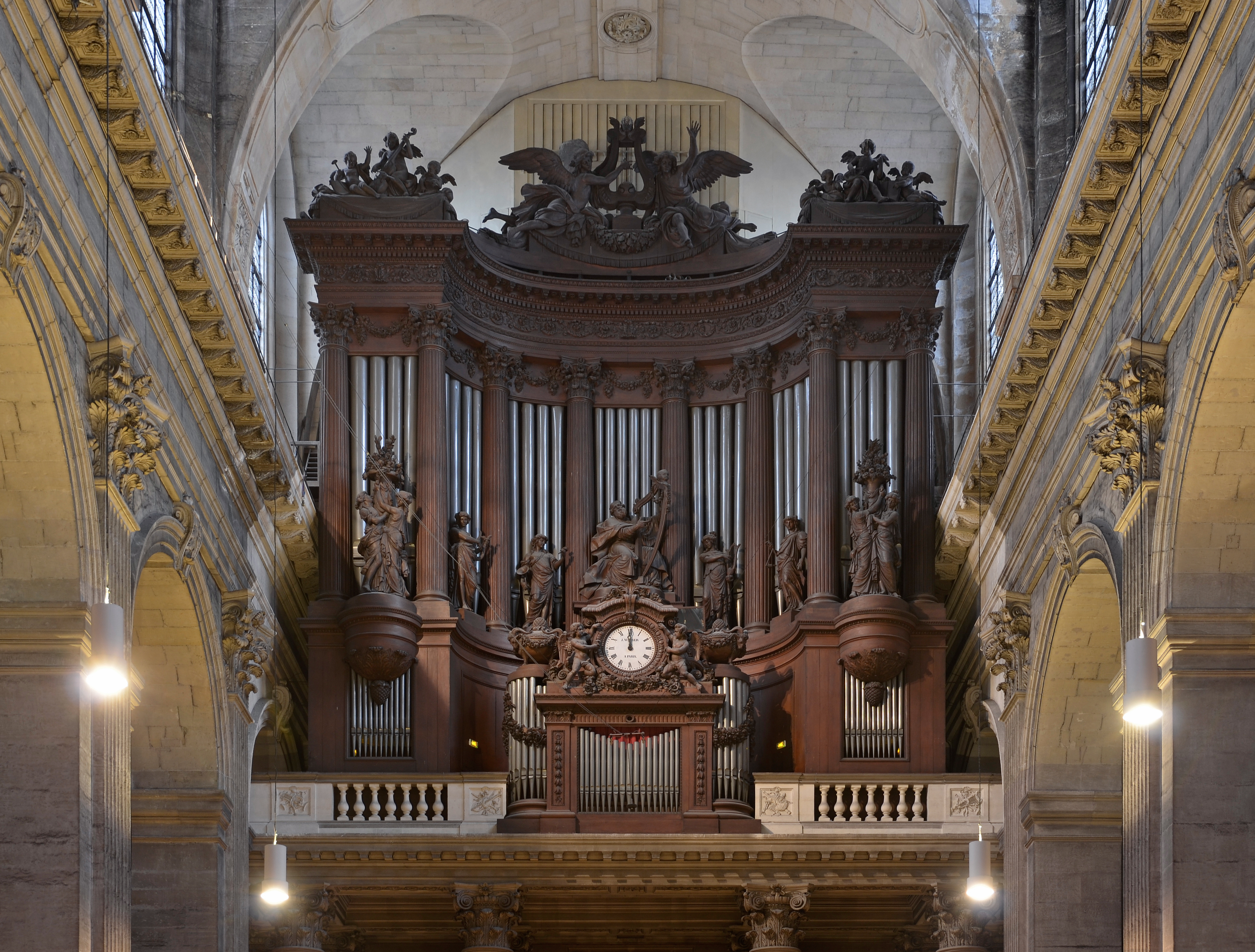
Главный орган фирмы Cavaillé-Coll в Парижской церкви Сен-Сюльпис (1863).

Орга́нная му́зыка (англ. Organ repertoire, фр. Musique d'orgue — музыка, предназначенная для исполнения на органе соло или в сопровождении каких-либо других музыкальных инструментов.

## Произведения для духового органа
Поскольку духовой орган, этот общепризнанный «король инструментов», является одним из древнейших музыкальных инструментов во всей истории мировой культуры, то количество произведений, написанных для него, превышает таковое для любого другого музыкального инструмента.
Репертуарное богатство органной музыки объясняется ещё и тем важным обстоятельством, что на протяжении многих столетий орган являлся основным (а часто и единственным) музыкальным инструментом, который весьма активно использовался в церковно-богослужебной практике почти всех стран Западной Европы и Северной Америки.

## Комментарии
1. ↑  Г. Риман считал, что родоначальником органа является древняя вавилонская волынка (XIX век до н. э.): «Мех надувался через трубку, а с противоположного конца находился корпус с дудками, имеющими, без сомнения, язычки и по несколько отверстий»[1].